# Saïd Aouita
Saïd Aouita (Kenitra; 2 de noviembre de 1959) es un exatleta marroquí especialista en pruebas de media distancia. Ganó la medalla de oro de los 5000 m en los Juegos Olímpicos de Los Ángeles 1984, y fue uno de los grandes dominadores del mediofondo a nivel mundial en la década de los 80.

## Biografía

### Inicios
Su primera gran competición fue el Campeonato del Mundo de Helsinki en 1983, donde participó en los 1500 m. La carrera transcurrió a un ritmo lento, por encima de 3:40, lo cual no venía bien a Aouita, ya que no tenía un final excesivamente rápido. Acabó 3.º, por detrás del británico Steve Cram y del estadounidense Steve Scott.
Tras esta experiencia, en los Juegos Olímpicos de Los Ángeles 1984 decidió participar en los 5000 m, una prueba en la cual se había preparado. La carrera se desarrolló a un ritmo rapidísimo impuesto desde el principio por el portugués António Leitão. Esto favoreció a Aouita, que solo tuvo que esperar detrás del portugués para ganarle en la última vuelta. Además de la victoria, batió el récord olímpico con 13:05,59. La plata fue para el suizo Markus Ryffel y el bronce para Leitao. Ésta sería la única medalla de oro olímpica en su carrera deportiva.

### 1985-1987
En la temporada de 1985, se consagraría como el gran dominador del mediofondo, batiendo los récords del mundo tanto en 1500 m como en 5000 m.
El 16 de julio de 1985, fue derrotado en Niza por Steve Cram en una carrera épica sobre 1500 m. En esa carrera, Cram batió el récord mundial con 3:29,67 mientras que Aouita fue 2.º, con 3:29,71, también por debajo del anterior récord, que estaba en poder de Steve Ovett desde 1983 con 3:30,77.
Tras esta derrota, Aouita se tomó la revancha en las siguientes semanas. El 27 de julio, batió en Oslo el récord mundial de los 5000 m con 13.00.40, solamente una centésima menos que el récord anterior del británico David Moorcroft. Y el 23 de agosto en Berlín le arrebató a Cram el récord de los 1500 m con 3:29,46, un registro que se mantendría vigente durante siete años, hasta 1992.
Continuó su dominio en 1986 y 1987, ganando todas las carreras en las que participó, a excepción de una derrota en los Juegos Mediterráneos de Latakia en 1987 en los 3000 m obstáculos, una prueba en la que no era especialista y donde fue derrotado por el italiano Alexandro Lambruschini.
En 1987, batió dos récords mundiales, primero el de los 2000 m en París (quitándoselo a Steve Cram), con 4:50,81, y solo seis días más tarde, en Roma, se convirtió en el primer hombre en romper la barrera de los 13 minutos en los 5000 m, con 12:58,39.
Pocas semanas después, y en la misma ciudad, Roma, se proclamó campeón mundial de los 5000 m en el que sería su único título mundial al aire libre. Antes de los mundiales había "amenazado" con participar en cuatro pruebas (800, 1500, 5000 y 10 000 m), aunque finalmente optó por lo más fácil y solo participó en 5000 m, donde derrotó al keniano John Ngugi, campeón mundial de campo a través.

### Seúl 1988
En 1988, su reinado tocaba a su fin. En su búsqueda de nuevos retos, abandonó la seguridad de los 5000 m, donde era considerado imbatible (no había perdido desde hacía casi 10 años), para intentar el doblete olímpico en los 800 y los 1500 m.
En la final de los 800 m de los Juegos Olímpicos de Seúl 1988, sufrió una de sus derrotas más duras. La carrera se desarrolló a un ritmo muy rápido, con el keniano Nixon Kiprotich y el brasileño José Luis Barbosa tirando muy fuerte. El primer 400 se pasó en 49,54, y a falta de 200 metros tomó la cabeza el brasileño Joaquim Cruz, mientras Aouita y Elliot le pisaban los talones. Parecía que entre los tres estaría la victoria. Sin embargo, el keniano Paul Ereng, que entró en la recta de meta en 4.ª posición, remontó de forma espectacular en los últimos metros para acabar ganando la medalla de oro con 1:43,45. La plata fue para el brasileño Cruz (1:43,90) y el bronce para Aouita (1:44,06)
Por si fuera poco la carrera agravó una lesión que venía arrastrando en la corva, y aunque participó en las series de los 1500 m, clasificándose para las semifinales, no se presentó a la salida en estas. De esta manera Aouita fue uno de los atletas ilustres que salieron derrotados de Seúl, junto a otros como Edwin Moses o Daley Thompson.

### Última etapa
1989 sería su última temporada en la élite mundial. A principios de año se proclamó campeón mundial de los 3000 m en pista cubierta en La Haya, y ya en el verano, batió su último récord mundial, el de los 3000 m, con 7:29,45. El récord anterior lo tenía el mítico keniano Henry Rono desde 1978.
Ese año también sufrió su primera derrota en los 5000 m desde 1979, a manos del keniano Yobes Ondieki, en la reunión atlética de Sevilla.
Aouita no compitió en la temporada de 1990, y cuando regresó al año siguiente ya no era ni sombra de lo que había sido. Participó en los Mundiales de Tokio 1991, acabando 11.º en los 1500 m.
En la temporada de 1992, comenzó de forma promedora, batiendo el récord mundial de los 3000 m en pista cubierta, pero la Federación Internacional no lo ratificó por razones de forma. Una lesión le impidió acudir a los Juegos Olímpicos de Barcelona 1992, y luego se retiró.
Intentó volver a competir en 1995, pero fue un retorno fallido.
Said Aouita es el único hombre en la historia que ha bajado simultáneamente de 1:44 en 800 m, 3:30 en 1500 m y 13:00 en 5000 m.
Entre septiembre de 1983 y septiembre de 1990, ganó 115 carreras de 119 disputadas.

## Resultados

### Competiciones
- Mundiales de Helsinki 1983: 3.º en 1500 m (3:42,02).
- Juegos Olímpicos de Los Ángeles 1984: 1.º en 5000 m (13:05,59).
- Mundiales de Roma 1987: 1.º en 5000 m (13:26,44).
- Juegos Olímpicos de Seúl 1988: 3.º en 800 m (1:44,06).
- Mundiales en pista cubierta de Budapest 1989: 1.º en 3000 m (7:47,94).
- Copa del Mundo de Barcelona 1989: 1.º en 5000 m (13:23,14).

### Marcas personales
- 800 metros: 1:43,86 (Colonia, 21 de agosto de 1988).
- 1500 metros: 3:29,46 (Berlín, 23 de agosto de 1985).
- Milla: 3:46,76 (Helsinki, 2 de julio de 1987).
- 2000 metros: 4:50,81 (París, 16 de julio de 1987).
- 3000 metros: 7:29.45 (Colonia, 20 de agosto de 1989).
- 5000 metros: 12:58,39 (Roma, 22 de julio de 1987).
- 10 000 metros: 27:26,11 (Oslo, 5 de julio de 1986).
- 3000 metros obst.: 8:21,92 (Latakia, 24 de septiembre de 1987).

### Récords del mundo
1500 metros
- 3:29,46: Berlín, 23 de agosto de 1985.

2000 metros
- 4:50,81: París, 16 de julio de 1987.

3000 metros
- 7:29,45: Colonia, 20 de agosto de 1989.

5000 metros
- 13:00,40: Oslo, 27 de julio de 1985.
- 12:58,39: Roma, 22 de julio de 1987.